# Liga Femenina de baloncesto 2006-07
La temporada 2006-07 de la Liga Femenina fue la 44.ª temporada de la liga femenina de baloncesto. Se inició el 12 de octubre de 2006 y acabó el 6 de mayo de 2007. Los playoffs sirvieron a Ros Casares Valencia quien ganó al Perfumerías Avenida en los playoffs 3-2.

## Liga regular
| Pos. | Equipo                                  | PJ | G  | P  | PF   | PC   | DP   | Pts | Clasificación o descenso  |
| ---- | --------------------------------------- | -- | -- | -- | ---- | ---- | ---- | --- | ------------------------- |
| 1    | Ros Casares Valencia                    | 26 | 23 | 3  | 2020 | 1634 | +386 | 49  | Clasifican a los Playoffs |
| 2    | Perfumerías Avenida                     | 26 | 17 | 9  | 1752 | 1637 | +115 | 43  | Clasifican a los Playoffs |
| 3    | Arranz-Jopisa Burgos                    | 26 | 17 | 9  | 1826 | 1724 | +102 | 43  | Clasifican a los Playoffs |
| 4    | Hondarribia-Irún                        | 26 | 16 | 10 | 1655 | 1602 | +53  | 42  | Clasifican a los Playoffs |
| 5    | Universitat de Barcelona - FC Barcelona | 26 | 15 | 11 | 1927 | 1802 | +125 | 41  | Clasifican a los Playoffs |
| 6    | Extrugasa                               | 26 | 15 | 11 | 1779 | 1756 | +23  | 41  | Clasifican a los Playoffs |
| 7    | Acis Incosa León                        | 26 | 13 | 13 | 1775 | 1811 | −36  | 39  | Clasifican a los Playoffs |
| 8    | Gran Canaria                            | 26 | 13 | 13 | 1780 | 1769 | +11  | 39  | Clasifican a los Playoffs |
| 9    | Rivas Futura                            | 26 | 13 | 13 | 1906 | 1886 | +20  | 39  |                           |
| 10   | EBE Promociones Puig d'en Valls         | 26 | 12 | 14 | 1841 | 1854 | −13  | 38  |                           |
| 11   | Mann Filter Zaragoza                    | 26 | 10 | 16 | 1863 | 1985 | −122 | 36  |                           |
| 12   | Celta VigoUrban                         | 26 | 8  | 18 | 1590 | 1737 | −147 | 34  |                           |
| 13   | USP CEU-MMT Estudiantes                 | 26 | 6  | 20 | 1636 | 1903 | −267 | 32  | Descenso a LF2            |
| 14   | CD Ensino                               | 26 | 4  | 22 | 1705 | 1955 | −250 | 30  | Descenso a LF2            |

 Fuente: FEB

### Playoffs
|  | Cuartos de final       | Cuartos de final       | Cuartos de final       | Cuartos de final       | Cuartos de final       | Cuartos de final |                        |                        | Semifinales            | Semifinales           | Semifinales | Semifinales | Semifinales | Semifinales |  |  | Final | Final | Final | Final | Final | Final |
|  |                        |                        |                        |                        |                        |                  |                        |                        |                        |                       |             |             |             |             |  |  |       |       |       |       |       |       |
|  |                        |                        |                        |                        |                        |                  |                        |                        |                        |                       |             |             |             |             |  |  |       |       |       |       |       |       |
|  |                        |                        |                        |                        |                        |                  |                        |                        |                        |                       |             |             |             |             |  |  |       |       |       |       |       |       |
|  | 1 Ros Casares Valencia | 1 Ros Casares Valencia | 1 Ros Casares Valencia | 1 Ros Casares Valencia | 67                     | 66               |                        |                        |                        |                       |             |             |             |             |  |  |       |       |       |       |       |       |
|  | 1 Ros Casares Valencia | 1 Ros Casares Valencia | 1 Ros Casares Valencia | 1 Ros Casares Valencia | 67                     | 66               |                        |                        |                        |                       |             |             |             |             |  |  |       |       |       |       |       |       |
|  | 8 Gran Canaria         | 8 Gran Canaria         | 8 Gran Canaria         | 8 Gran Canaria         | 47                     | 52               |                        |                        |                        |                       |             |             |             |             |  |  |       |       |       |       |       |       |
|  | 8 Gran Canaria         | 8 Gran Canaria         | 8 Gran Canaria         | 8 Gran Canaria         | 47                     | 52               | 1 Ros Casares Valencia | 1 Ros Casares Valencia | 1 Ros Casares Valencia | 84                    | 72          | 88          |             |             |  |  |       |       |       |       |       |       |
|  |                        |                        |                        |                        |                        |                  | 1 Ros Casares Valencia | 1 Ros Casares Valencia | 1 Ros Casares Valencia | 84                    | 72          | 88          |             |             |  |  |       |       |       |       |       |       |
|  |                        | 5 UB-FC Barcelona      | 5 UB-FC Barcelona      | 5 UB-FC Barcelona      | 61                     | 80               | 57                     |                        |                        |                       |             |             |             |             |  |  |       |       |       |       |       |       |
|  | 4 Hondarribia-Irún     | 4 Hondarribia-Irún     | 4 Hondarribia-Irún     | 4 Hondarribia-Irún     | 61                     | 80               | 57                     | 55                     | 72                     |                       |             |             |             |             |  |  |       |       |       |       |       |       |
|  | 4 Hondarribia-Irún     | 4 Hondarribia-Irún     | 4 Hondarribia-Irún     | 4 Hondarribia-Irún     |                        |                  |                        |                        |                        |                       |             |             |             |             |  |  |       |       |       |       |       |       |
|  | 5 UB-FC Barcelona      | 5 UB-FC Barcelona      | 5 UB-FC Barcelona      | 5 UB-FC Barcelona      | 71                     | 74               |                        |                        |                        |                       |             |             |             |             |  |  |       |       |       |       |       |       |
|  | 5 UB-FC Barcelona      | 5 UB-FC Barcelona      | 5 UB-FC Barcelona      | 5 UB-FC Barcelona      | 71                     | 74               | 1 Ros Casares Valencia | 71                     | 58                     | 70                    | 60          | 85          |             |             |  |  |       |       |       |       |       |       |
|  |                        |                        |                        |                        |                        |                  | 1 Ros Casares Valencia | 71                     | 58                     | 70                    | 60          | 85          |             |             |  |  |       |       |       |       |       |       |
|  |                        | 2 Perfumerías Avenida  | 54                     | 65                     | 52                     | 66               | 78                     |                        |                        |                       |             |             |             |             |  |  |       |       |       |       |       |       |
|  | 2 Perfumerías Avenida  | 2 Perfumerías Avenida  | 2 Perfumerías Avenida  | 2 Perfumerías Avenida  | 52                     | 66               | 78                     | 76                     | 86                     |                       |             |             |             |             |  |  |       |       |       |       |       |       |
|  | 2 Perfumerías Avenida  | 2 Perfumerías Avenida  | 2 Perfumerías Avenida  | 2 Perfumerías Avenida  |                        |                  |                        |                        |                        |                       |             |             |             |             |  |  |       |       |       |       |       |       |
|  | 7 Acis Incosa León     | 7 Acis Incosa León     | 7 Acis Incosa León     | 7 Acis Incosa León     | 51                     | 80               |                        |                        |                        |                       |             |             |             |             |  |  |       |       |       |       |       |       |
|  | 7 Acis Incosa León     | 7 Acis Incosa León     | 7 Acis Incosa León     | 7 Acis Incosa León     | 51                     | 80               | 2 Perfumerías Avenida  | 2 Perfumerías Avenida  | 2 Perfumerías Avenida  | 2 Perfumerías Avenida | 74          | 72          |             |             |  |  |       |       |       |       |       |       |
|  |                        |                        |                        |                        |                        |                  | 2 Perfumerías Avenida  | 2 Perfumerías Avenida  | 2 Perfumerías Avenida  | 2 Perfumerías Avenida | 74          | 72          |             |             |  |  |       |       |       |       |       |       |
|  |                        | 3 Arranz-Jopisa Burgos | 3 Arranz-Jopisa Burgos | 3 Arranz-Jopisa Burgos | 3 Arranz-Jopisa Burgos | 55               | 63                     |                        |                        |                       |             |             |             |             |  |  |       |       |       |       |       |       |
|  | 3 Arranz-Jopisa Burgos | 3 Arranz-Jopisa Burgos | 3 Arranz-Jopisa Burgos | 3 Arranz-Jopisa Burgos | 3 Arranz-Jopisa Burgos | 55               | 63                     | 68                     | 76                     |                       |             |             |             |             |  |  |       |       |       |       |       |       |
|  | 3 Arranz-Jopisa Burgos | 3 Arranz-Jopisa Burgos | 3 Arranz-Jopisa Burgos | 3 Arranz-Jopisa Burgos |                        |                  |                        |                        |                        |                       |             |             |             |             |  |  |       |       |       |       |       |       |
|  | 6 Extrugasa            | 6 Extrugasa            | 6 Extrugasa            | 6 Extrugasa            | 39                     | 61               |                        |                        |                        |                       |             |             |             |             |  |  |       |       |       |       |       |       |
|  | 6 Extrugasa            | 6 Extrugasa            | 6 Extrugasa            | 6 Extrugasa            | 39                     | 61               |                        |                        |                        |                       |             |             |             |             |  |  |       |       |       |       |       |       |

## Postemporada
- Campeonas de la Liga Femenina 2006-07: Ros Casares Valencia (4º título).
- Campeonas de la Copa de la Reina 2007: Ros Casares Valencia (4º título).
- Campeonas de la Supercopa 2006: Ros Casares Valencia (3er título).
- Clasificadas para Euroliga 2007-08: Ros Casares Valencia y Perfumerías Avenida.
- Clasificadas para Eurocup 2007-08: Hondarribia-Irún, Extrugasa, Acis Incosa León y Gran Canaria.
- Descendidas a Liga Femenina 2 2007-08:  CD Ensino, USP CEU-MMT Estudiantes y Universitat de Barcelona-FC Barcelona (por renuncia).
- Ascendidas de Liga Femenina 2 2006-07:  Cadí La Seu y Agencia Serrano Badajoz.